# Patricio Lynch
Patricio Javier de los Dolores Lynch y Solo de Zaldívar (Santiago, 1 de diciembre de 1824-alta mar, cerca de Tenerife, 13 de mayo de 1886) fue un destacado marino,  político y militar chileno. Fue el quinto vicealmirante de la Armada de Chile, nombrado el 8 de agosto de 1883; general en jefe del ejército de ocupación de Perú y ministro plenipotenciario de Chile en España.
Fue hijo del militar argentino Estanislao Lynch Roo y de la chilena Carmen Solo de Zaldívar Rivera. Inició su carrera en la Escuela Militar del Libertador Bernardo O'Higgins, de la que pasó a la Armada a los 13 años. Participó en la Guerra contra la Confederación Perú-Boliviana (1836-1839), en la Primera Guerra del Opio (1840) de parte del Reino Unido durante su servicio en la Royal Navy, en la Revolución de 1851 a favor del gobierno, en la Guerra hispano-sudamericana (1865) y en la Guerra del Pacífico (1879-1884).
En esta última guerra fue donde Lynch adquirió mayor fama y relevancia por las acciones que ejecutó en los cargos y misiones que le encomendó el gobierno chileno: fue apodado el Príncipe Rojo por los chinos culíes liberados (entre ellos, Quintín Quintana) durante la expedición militar realizada por él en los valles del norte de Perú entre el 4 de septiembre y el 1 de noviembre de 1880, y llamado el Último Virrey del Perú por su labor y operaciones realizadas en la ocupación militar de ese país desde mayo de 1881 hasta octubre de 1883. Durante ese periodo también se desempeñó como diputado por Santiago entre 1882 y 1884.
Luego de la guerra, llevó a cabo algunas comisiones diplomáticas y militares en Europa, a la vez que consultaba médicos debido a que empezó a presentar síntomas de una enfermedad. Murió en 1886 a bordo del vapor británico Cotopaxi, cerca de Tenerife. Sus restos llegaron a Chile en 1887, efectuándose su funeral con todos los honores militares.

## Infancia e ingreso a la vida militar
Fue el segundo hijo del matrimonio del acaudalado argentino Estanislao Lynch Roo y Carmen Solo de Zaldívar Rivera, dama de la alta sociedad chilena. Era hermano de Luis Alfredo y Julio Ángel Lynch, futuros marinos al igual que él. Cuando apenas tenía un año de edad su padre lo había llevado al Perú junto al resto de su familia, ya que su padre estaba a cargo de importantes asuntos diplomáticos y comerciales. Al regresar a Chile, su familia se estableció en Santiago, donde su padre adquirió una casa de comercio.
En ese lugar, Lynch acudió al Colegio Argentino de los hermanos Zapata. En esa escuela, donde se educaron muchos niños santiaguinos, fue compañero de Aníbal Pinto y Manuel Baquedano, quienes años después servirían juntos en altos cargos de la nación.
Cuando tenía doce años, Lynch, impulsado por la vocación naval, ingresó a la Academia Militar, establecimiento con sede en Santiago, donde se formaban juntos los oficiales del Ejército y la Armada. Fue nombrado cadete el 2 de marzo de 1837 cursando rápidamente sus estudios, debido a que el país se encontraba participando en la Guerra contra la Confederación Perú-Boliviana para derrotar al protector Andrés de Santa Cruz, quien amenazaba a Chile con su proyecto. Lynch obtuvo su promoción a guardiamarina el 21 de febrero de 1838, a los trece años.
Durante la preparación de la segunda expedición al Perú, se embarcó en la corbeta Libertad, al mando del comandante Carlos García del Postigo, participando en el bloqueo del Callao, establecido el 11 de mayo, cuyo objetivo era no permitir el comercio y mantener encerrada a la escuadra de guerra confederada para asegurar el desembarco seguro de las fuerzas terrestres mandadas por el general Manuel Bulnes cuando estas llegaran. En el bloqueo, formó parte de las fuerzas chilenas que capturaron a la corbeta Socabaya el 17 de agosto siendo este hecho su bautismo de fuego. Luego fue destinado a la dotación de esta nave bajo el mando del teniente Ramón Cabieses.
La captura de la Socabaya significó el fin de la escuadra confederada, pero el general Andrés de Santa Cruz, jefe supremo de la Confederación Perú-Boliviana, organizó una fuerza naval de corsarios para oponerse a la armada chilena que había trasladado al ejército restaurador al Perú. Es así que Lynch, que había pasado posteriormente a formar parte de la dotación de oficiales de la corbeta Valparaíso, mandada por el capitán Roberto Henson, se unió a la división naval del comandante Roberto Simpson participando el 12 de enero de 1839 en el Combate Naval de Casma en la que se vencería a los corsarios y Chile obtendría el definitivo dominio del mar.
Terminada la guerra luego del triunfo del ejército restaurador mandado por el general Bulnes en la batalla de Yungay, Lynch permaneció en la escuadra de Chile solo hasta el 11 de febrero de 1840, puesto que el contraalmirante británico Charles Bayne Hodgson Ross, jefe de la estación naval del Pacífico, había visto con buenos ojos a Lynch después de que este lo salvase de una agresión en el puerto del Callao durante la guerra y quería incorporarlo a la Royal Navy para que pudiera ampliar sus conocimientos.
El almirante británico pidió la respectiva autorización de su familia, de la comandancia de marina y del gobierno y le fue permitido incorporar al joven en ese año, con quince años de edad.

## Servicio en la Marina Británica

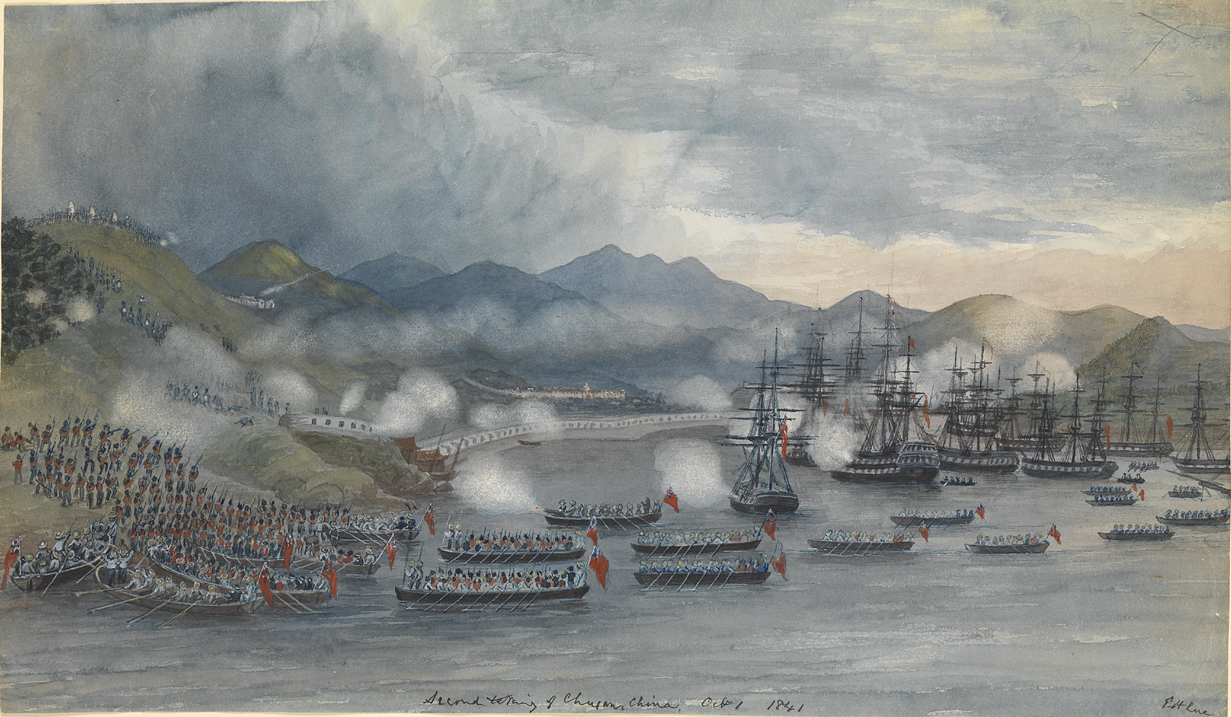
Segunda toma de Chussan, realizada el 1 de octubre de 1841.

Al empezar el servicio fue nombrado guardiamarina y embarcado por el almirante Ross en la corbeta HMS Electra, perteneciente a la escuadra del Pacífico, iniciando en aquel buque un crucero a Panamá en febrero de 1840 y posteriormente por toda las costas americanas de este lado. Luego en junio fue destinado a la fragata HMS Calliope, mandada por un intrépido comandante, el capitán de navío sir Thomas Herbert, que había recalado en el puerto de Valparaíso para continuar su viaje a los mares del oriente para reforzar las fuerzas británicas del lugar, ya que se estaba desarrollando en esas costas la Primera Guerra del Opio que había estallado en marzo de 1839.
Durante la navegación a través del Pacífico, Lynch participó en arduas maniobras durante un gran tifón, que casi hizo zozobrar a la HMS Calliope, por lo que tuvo que arribar a las islas Filipinas para poder reparar el buque. En el viaje, Lynch adquirió una enorme experiencia marinera que le fue de mucha utilidad en su carrera naval.
Al llegar a las costas de China, se empezó de inmediato a hacer operaciones contra los enemigos, ya que el capitán Herbert fondeó con el buque en la boca del río Cantón el 10 de octubre de 1840, con el objeto de bloquear el puerto que se encontraba en el interior.
Luego, el 7 de enero de 1841 Lynch participó al mando del capitán Herbert, en el ataque a las fortificaciones de la boca del río Boca Tigris donde los británicos hicieron un desembarco con marinería armada en la que él portaba el estandarte y el 23 de febrero estuvo presente en el ataque al fuerte Anumbay, donde fueron silenciados veinte cañones de la defensa de la zona.
El 2 de marzo participó en el ataque a dos vapores, cuatro fragatas enemigas y a las fortalezas de Whampoo, defendidas por 98 cañones. El resultado en esta última acción fue la destrucción de sus cañones y sus almacenes.
El 13 de marzo el HMS Calliope entraba al fondeadero de los pequeños buques chinos defensores de Cantón. Poco después la ciudad de Cantón era ocupada por 13 000 soldados y marineros al mando del general Hugh Gough, bastión que en el comienzo era defendido por 80 000 soldados chinos.
En todas estas acciones el guardiamarina Lynch demostró extraordinario valor, especialmente en el ataque a Whampoo, por lo que fue citado en la orden del día y recibió una condecoración con la efigie de la reina Victoria, que siempre llevó prendida en su uniforme de parada.

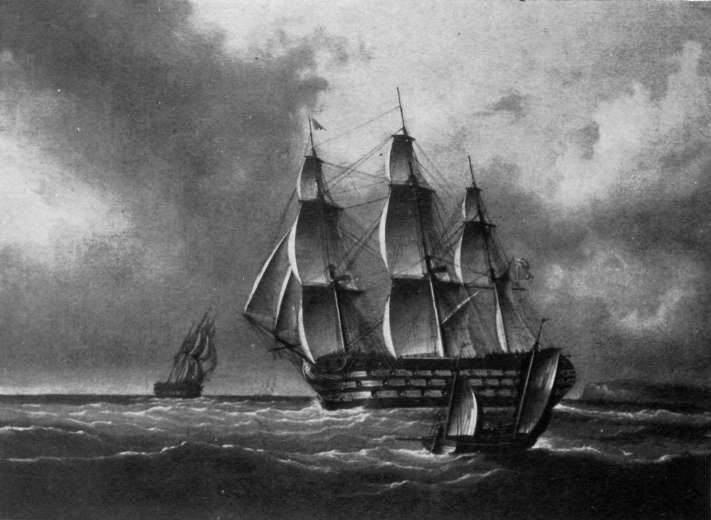
El navío HMS Blenheim, en la que estuvo a bordo Patricio Lynch.

Más adelante, con la llegada al teatro de operaciones del vicealmirante sir William Parker, el capitán Herbert fue ascendido y pasó a comandar el navío insignia HMS Blenheim, al cual llevó transbordado a Lynch, reconociendo su leal colaboración. En este nuevo buque, participó en los ataques a las fortalezas de Amoy, Chussan, Chinghae y Ningpoo. En la penúltima de las acciones mencionadas, en la que el capitán Herbert penetró a la fortaleza a la cabeza de setecientos marineros, llevaba a su lado al marino chileno que durante la acción llegaría a izar la insignia de su comandante en las almenas del fuerte Chinhae. Sería ascendido luego de esta acción a teniente de la armada británica, el 21 de octubre de ese año.
Durante esta guerra, Lynch estuvo en unas veinte acciones demostrando un gran valor en cada una de ellas así como también adquirir de ellas varios conocimientos. También durante la guerra le ocurrió una curiosa anécdota de su vida ya que durante una acción militar en que, comandaba un grupo de hombres con las que tomó Tsinhan, cuando vencía su bando (los británicos), escuchó que el jefe chino decía: «estamos jodidos». Lynch comprendió que el interlocutor era chileno y lo salvó de morir. Se trataba de Francisco Guerrero, que después de esa escaramuza volvió a Chile y se incorporó a su ejército.
Después de todas esas acciones, volvió con su comandante Herbert al río Cantón, encontrándose allí con el término de la guerra, al firmarse el Tratado de Nankín el 29 de agosto de 1842. Ante esto, se dirigió a Europa a bordo del Blenheim por la ruta del cabo de Buena Esperanza, pasando por Singapur, Batavia, Calcuta y la isla de Santa Helena; entrando finalmente en el puerto de Portsmouth el 5 de abril de 1843, dedicándose desde ese momento a servir a bordo ese buque en las costas de Inglaterra. Fue ascendido a teniente 1.º el 5 de junio de 1844 y realizó algunos cursos de perfeccionamiento en diversas escuelas de la Armada Real.
Posteriormente fue destinado a la fragata HMS Tyne, mandada por el capitán de navío Guillermo Nugent Glascock, que había servido a las órdenes del almirante Horatio Nelson. En ese buque llegó Lynch al Mediterráneo, siendo luego embarcado en el vapor Gueyssen, en el que navega todo ese mar y conoce las costas de varios países del lugar enriqueciendo su cultura, que agregada a su distinción personal, lo destacaban entre los oficiales. Luego regresaría a Inglaterra el 15 de septiembre de 1846 y, días después, Lynch sería destinado al mayor buque de guerra de la armada, el navío HMS Queen, que era comandado por el capitán de navío Henry Leach. Esta unidad era el buque insignia de una poderosa escuadra en el Atlántico compuesta de 18 navíos, 8 bergantines y 8 vapores. Con este buque, visitó Portugal y España, regresando después a Inglaterra en mayo del año siguiente.
A comienzos de 1847, el gobierno de Chile hizo gestiones por intermedio del ministro Vicente Pérez Rosales ante el primer ministro británico lord Palmerston, a fin de que Lynch se restituyera al país. Aceptada la solicitud chilena pese al desagrado de la comandancia británica por la ida del buen marino, regresó a su país en un vapor mercante y se reincorpora nuevamente a la Armada de Chile con el mismo grado de teniente 1.º, que era el que le correspondía por su antigüedad y equivalencia de grado, respecto del alcanzado en Inglaterra, donde estuvo prestando sus servicios por espacio de siete años, caso extraño y único que se registra en la institución naval.

## Regreso a Chile
Reincorporado en la marina chilena luego de presentarse a la comandancia general de marina, fue nombrado el 6 de enero de 1848 como comandante del bergantín Cóndor, permaneciendo en Magallanes hasta abril de 1849, donde desarrolló eficazmente sus comisiones. En ese mismo año y luego de volver del sur, se casó con la viuda Julia Borgoño Vergara, hija del general José Manuel Borgoño Núñez, uno de los artífices de la derrota realista en Chiloé. De este matrimonio nacieron dos hijas, Julia y María Teresa, y un hijo, de su mismo nombre.
Debido a que fue amonestado por contraer matrimonio sin permiso de las autoridades de la Armada, el 17 de julio se retiró con un permiso temporal de la marina y viajó a California en busca de fortuna como capitán del mercante Diana, durante la llamada Fiebre del oro, llevando a varios chilenos aventureros. No logró éxito en esta empresa y regresó a Chile al mando del vapor Infatigable.
De regreso en Valparaíso, fue nombrado oficial agregado al Ministerio de Guerra y Marina y en noviembre de 1850 fue nombrado comandante del bergantín Meteoro y en marzo de 1851 pasó a comandar el bergantín-goleta Janequeo, realizando diferentes viajes en el litoral. En ese año además fue designado ayudante del comandante general de marina e intendente del puerto, Manuel Blanco Encalada. Meses después, el 5 de septiembre, ascendió a capitán de corbeta.
En ese año Lynch junto al comandante Blanco Encalada, con la firmeza de mantener el orden interno del país, sofocó los intentos revolucionarios que se dieron en ese momento, a pesar de considerarse opositor del gobierno del presidente Manuel Montt. Participó en el sofocamiento del motín de Valparaíso el 28 de octubre, en donde fue herido. Esto le mereció ascender al grado de capitán de fragata graduado y se le entregó el mando nuevamente del Janequeo. Participó igualmente bajo el mando del general Juan Vidaurre-Leal Morla en el sitio de La Serena el 7 de noviembre donde se logró derrotar a los revolucionarios en el norte.
En 1853 se hizo cargo de la capitanía de Constitución. Posteriormente, tuvo un conflicto político con el presidente Manuel Montt a finales de ese año, lo que le significó el retiro involuntario de la Armada el 17 de enero de 1854. El incidente estaba relacionado con la petición del gobierno de transportar presos políticos en su bergantín, cuestión a la que Lynch se negó.
Desde ese momento se dedicó a las actividades agrícolas en Constitución, reencontrándose además con sus amigos de la infancia, como Aníbal Pinto y Domingo Santa María, que llegarían a ser presidentes de Chile.

## En la guerra contra España y servicios posteriores

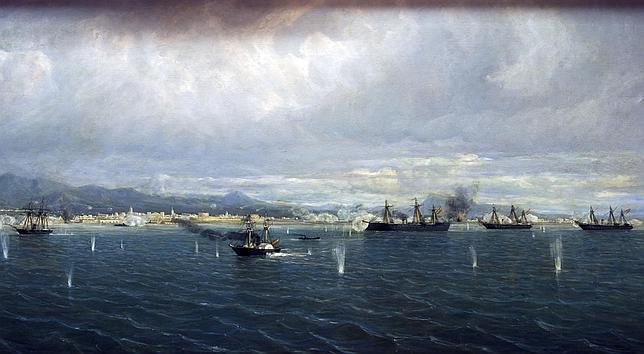
El combate del Callao, último enfrentamiento de la guerra hispano-sudamericana.

En 1864, se generó un conflicto diplomático entre España y el Perú debido a un incidente en una hacienda, que como respuesta, provoca que el almirante Luis Hernández-Pinzón Álvarez con su flota tome el 14 de abril de ese año las islas guaneras de Chincha.
Aquella acción produjo en Chile fuertes protestas contra España y solidaridad con el Perú, generándose además la idea de enviar combatientes a ese país para apoyarlo en caso de producirse alguna acción militar contra las fuerzas españolas. Patricio Lynch estando aún en retiro, decidió embarcarse hacia Perú en el mercante Dard junto a 152 voluntarios chilenos. Este grupo estaba dividido en dos compañías, una de artillería de mar y otra de marinos. Llegó esta fuerza al puerto del Callao el 23 de julio para ponerse a disposición de las autoridades peruanas, aunque esta ayuda no sería muy deseada ni muy necesaria ya que el gobierno del general Juan Antonio Pezet negociaría un tratado con el vicealmirante José Manuel Pareja, que había remplazado a Pinzón en el mando de la escuadra española del Pacífico. Sin embargo, a pesar de que regresaron los voluntarios a Chile Lynch permaneció en Perú y fue nombrado edecán de Pezet, a fin de aminorar el desaire del que había sido objeto.
Mientras tanto, en Chile se había agravado la situación con España producto de esta ayuda y por no permitírsele abastecer con carbón sus buques de guerra, colocándose aún más tensas por las inaceptables exigencias que pidió el vicealmirante Pareja y que fueron rechazadas por el gobierno del presidente José Joaquín Pérez Mascayano, lo que hizo que el jefe español bloqueara las costas chilenas con sus buques y ante eso, que Chile le declaraba la guerra a España el 25 de septiembre de 1865. Debido a esto, Lynch volvió a Chile y se reincorporó al servicio activo de la marina en diciembre de ese año con su respectivo grado de capitán de fragata.
Estando en Valparaíso participó en una arriesgada operación contra los buques españoles que bloqueaban el puerto, preparando un bote torpedo llamado Fósforo que trajo desde Quintero para echarlos a pique. Pero durante los trabajos para preparar el bote torpedo Lynch estuvo demasiado tiempo en el agua, lo que hizo que contrajera una enfermedad que lo dejó postrado por algún tiempo, no pudiendo ejecutar la operación ni seguir participando activamente en la guerra.
Después de varias acciones navales y políticos que provocaron ciertos reveses materiales y morales a España como la pérdida de la goleta Covadonga, el suicidio de Pareja, la entrada en la guerra de Perú luego de la revolución de Mariano Ignacio Prado, la entrada en la guerra de Bolivia y Ecuador: y el fracaso de la escuadra española en destruir la escuadra aliada al mando del capitán de navío Juan Williams Rebolledo, el brigadier de mar Casto Méndez Núñez que sucedió a Pareja atacó los puertos de Valparaíso y el Callao, retirándose posteriormente de las costas del Pacífico en mayo de 1866, dejando la guerra en un estado inconcluso y latente que solo se cerraría con la firma de un armisticio en 1871 y posteriormente con la firma de distintos tratados entre los países sudamericanos involucrados y España.
Regresado el país al estado normal de paz y pasada ya su enfermedad, Lynch fue nombrado en junio de 1867 gobernador marítimo de Valparaíso y comandante del Batallón Cívico Navales, adjudicándosele sólo labores administrativas. En septiembre de ese año, obtenía el grado efectivo de capitán de fragata y dos años después ascendía a capitán de navío graduado.
Tres años después, el 15 de agosto de 1872 fue integrado al Ministerio de Guerra y Marina en Santiago, colaborando en una compleja reestructuración de la Armada de Chile. Poco después fue también nombrado gobernador marítimo del Maule y luego de Valparaíso por segunda vez.
En 1878, Lynch tuvo que volver a su oficio activo de marino ante cualquier eventualidad debido a que se recrudecieron fuertes fricciones con Argentina y Bolivia. Con el primero existían antiguas disputas limítrofes por la posesión de la Patagonia y el estrecho de Magallanes, las que se agravaron en octubre de ese año por algunos incidentes, que hicieron s ambos países movilizar sus fuerzas militares para una guerra que parecía inevitable, pero la diplomacia consiguió en diciembre de ese año arreglar las divergencias mediante el Pacto Fierro-Sarratea que dejó en statu quo el problema limítrofe, debiendo Chile conservar el Estrecho de Magallanes y Argentina la jurisdicción de las costas en el Atlántico.
El pacto tuvo gran trascendencia política y estratégica para el país ya que había solucionado el problema inmediato con Argentina y evitó una guerra casi segura, pero aun así el panorama internacional seguiría siendo difícil para Chile debido a la crisis que se generaría con Bolivia.

## Guerra del Pacífico

### Inicios de la guerra
El gobierno de Bolivia encabezado por el general Hilarión Daza había decidido cobrar un impuesto de 10 centavos a las empresas salitreras chilenas que trabajan en la extracción y exportación del salitre en territorio boliviano, violando de esa manera el tratado de 1874 y generando un grave conflicto entre ambos países. El gobierno chileno del presidente Aníbal Pinto intentó negociar el problema pero ante la inutilidad del diálogo, se decide tomar acciones concretas. Es así que Lynch ayudó en la organización de las fuerzas que tomaron Antofagasta el 14 de febrero de 1879. Chile descubre que existe un tratado entre Perú y Bolivia y el presidente Chileno Aníbal Pinto declaró la guerra a los dos países, el 5 de abril de 1879.
Al estallar definitivamente la guerra entre Chile y la alianza de Bolivia y Perú, Lynch solicitó al comandante Juan Williams Rebolledo un puesto en la escuadra, el que no obtuvo debido a que todos los puestos ya se encontraban ocupados. Se le nombró en cambio comandante del Batallón Cívico de Artillería de Valparaíso y el 21 de mayo fue nombrado por recomendación de Williams como comandante general de transportes, en donde demostró grandes dotes como organizador que fueron notadas por el ministro de guerra Rafael Sotomayor Baeza. En este cargo, la misión de Lynch fue la de mantener las líneas de suministros y víveres para la escuadra y el ejército, teniendo que hacer frente a las correrías del monitor blindado Huáscar y la corbeta de hélice Unión por la costa del Pacífico. Se valió de tácticas ingeniosas para evitar que los transportes fueran capturados por los buques de guerra peruanos, un ejemplo de esto fue cuando hizo navegar de noche al vapor Itata con todas sus luces encendidas, a fin de que los buques peruanos creyeran que se trataba de un vapor de la carrera.
Participó en el Segundo combate naval de Antofagasta el 28 de agosto contra el monitor blindado Huáscar, que mandaba el comandante Miguel Grau, en la que es rechazado este adversario. Al ser capturado el monitor peruano en el combate naval de Angamos el 8 de octubre y asegurado el dominio del mar, se procede a buscar una zona para desembarcar al ejército en territorio enemigo, ayudando entonces Lynch en la organización de las fuerzas y en el desembarco de estas en Pisagua y en Junín el 2 de noviembre, logrando un éxito rotundo. Este hecho permitió tener la primera posición estratégica en territorio peruano para la invasión y además provocó la posterior rendición del puerto de Iquique.
Por su desenvolvimiento en estas acciones, el 12 de diciembre fue nombrado comandante de armas y gobernador marítimo de Iquique por el ministro en campaña Rafael Sotomayor. Las primeras medidas de Lynch al asumir el cargo fueron reemplazar a la Junta Municipal que había terminado sus funciones y trabajar con la nueva. Logró de esa manera obras para el beneficio de la ciudad, dictó normas de orden y limpieza, y fortifico las defensas costeras del puerto. Además procuro y tuvo el buen tino de no ofender los sentimientos de los peruanos de la ciudad.
En marzo de 1880 asumió el mando del Batallón Cívico de Artillería Iquique, y en la región se encargó de establecer y mantener el servicio telegráfico secreto, con el apoyo de este batallón cívico de Infantería. De esta forma debió firmar varios telegramas, anunciando los resultados de las batallas. También se preocupó del funcionamiento de la extracción y exportación del salitre en la zona para obtener recursos para el país. Por su trabajo, el gobierno lo ascendió a capitán de navío efectivo el 17 de julio de ese año.

### Expedición Lynch
En 1880, el presidente Aníbal Pinto encomendó al capitán Patricio Lynch organizar una fuerza de infantería de marina para destruir las empresas azucareras de caña, en el norte del Perú, desde donde se obtenían recursos para la guerra. El objetivo era la destrucción de las haciendas azucareras que aportaban financieramente a Perú y exigir contribuciones de guerra a los hacendados peruanos.
Zarpó de la ciudad de Arica el 4 de septiembre de 1880, compuesta por 1900 infantes, 400 jinetes, tres cañones Krupp de montaña, una sección del cuerpo de ingenieros y una ambulancia, totalizando 2600 efectivos.
Desembarca el 10 del mismo mes en Chimbote, donde al no encontrar resistencia utiliza el lugar como centro de operaciones. Ese mismo día se dirige hacia las azucareras de Puente y Palo Seco, propiedad de Dionisio Derteano, senador por el Departamento de Áncash que promovió la colecta entre banqueros iniciada la guerra. La propiedad tenía un valor de un millón de libras esterlinas y estaba hipotecada a las casas Dreyfus y Graham Rowe. Se le impuso una contribución de guerra de 100 000 pesos, que deberían pagarse antes de tres días. En el entretanto, algunas partidas de caballería recorrían campos y pueblos aledaños, sin encontrar la menor resistencia.
Al enterarse de esto el dictador Nicolás de Piérola dictó un decreto que prohibía pagar contribuciones de guerra al enemigo, lo que hizo que el propietario de las azucareras anteriormente nombradas, se negara a pagar, escudándose en aquel decreto. Patricio Lynch, al saber la negativa del señor Derteano, envió una carta a este que decía lo siguiente: «En vista de su comunicación, he dado ordenes para que se proceda a la destrucción de su propiedad».
Cumplido el plazo, el 13 de septiembre la hacienda es saqueada e incendiada por las fuerzas de Lynch. Las maquinarias son dinamitadas. Además los víveres son saqueados. Federico Stuven Olmos, ingeniero al servicio de Chile, estima que las pérdidas sumaron 2 500 000 soles de plata.
En un galpón de la hacienda, las tropas chilenas encuentran a cientos de trabajadores chinos en condiciones de semiesclavitud, los cuales al ser liberados se incorporan a las fuerzas de Lynch como cargadores. Patricio Lynch fue conocido como el Príncipe Rojo por los chinos liberados en sus expediciones. Su conocimiento del idioma chino le permitió reclutarlos como fuerzas auxiliares del ejército chileno.
Luego de estos acontecimientos, Lynch se dirige hacia el puerto de Supe en el norte, que fue saqueado e incendiado el 20 de septiembre. Patricio Lynch luego intenta detener los embarques de nuevas armas que llegaban a Perú, sin mucha suerte. Lynch también desembarcó tropas en otros puertos incluido Chimbote, donde impuso contribuciones a las haciendas, las que fueron devastadas al no entregar el dinero pedido. En el puerto de Chimbote destruye el complejo ferroviario. Al verse afectadas las propiedades de extranjeros, Lynch recibe las protestas de los cónsules extranjeros y parte de Chimbote el 17 de septiembre.

En cuanto al botín de Guerra, que ni la riqueza, ni la moralidad, ni el buen nombre de Chile para nada necesitaba [...] consistía aquel en definitiva en unos tres mil sacos de azúcar, 700 a 800 sacos de arroz, 500 pacas de algodón, 17 bultos de chafalonía de plata, 29,050 libras esterlinas en jiros sobre Europa, que no sabemos si fueron alguna vez cubiertos, 11,428 pesos plata, cinco mil soles papel, i cuatrocientos chinos de lo peor de la raza amarilla que desde entonces comenzó a invadir desde Arica los puertos de Chile, sin hacer cuenta de una infinidad de pequeños artefactos o ingredientes que por rubor no nombrarlos”.
Benjamín Vicuña Mackenna. Historia de la campaña de Lima, 1880-1881, página 622 

El 20 de septiembre llega al puerto de Paita en el norte de la costa peruana, donde la expedición continuó con la destrucción de la Prefectura, la Aduana y la estación del ferrocarril, además de cobrar 10 000 pesos de plata de cupo.
El 30 de septiembre arribaron a Puerto Eten donde también cobraron cupos de guerra (150 000 pesos) para cuatro días después incendiar varias casas en Chiclayo y continuar la destrucción en Ferreñafe y Cayaltí, entre otras haciendas azucareras y algodoneras.
Finalmente desembarca en el puerto de San Pedro de Lloc y marcha hacia Trujillo de quienes cobra el cupo de 150 000 pesos de plata. Lynch llega finalizando la expedición el 1 de noviembre de 1880 al Puerto de Quilca, Departamento de Arequipa, donde le esperaba la comandancia de la primera división del Ejército.
Durante toda la expedición, las fuerzas de Lynch se movían con absoluta libertad en pleno territorio enemigo destruyendo líneas de comunicación y cobrando contribuciones de guerra. La expedición Lynch, con la fuerza de 2600 hombres, recorrió los departamentos más ricos y poblados del Perú, sin que en ninguna parte se organizara una fuerza capaz de oponerle la menor resistencia. Como resultado de las contribuciones de guerra se habían logrado reunir 29 050 libras esterlinas, 11 428 pesos de plata, 5000 pesos en papel moneda, algunas barras de oro y plata y gran cantidad de mercaderías y productos de esas regiones que sirvieron para las fuerzas chilenas. Durante la expedición, Lynch demostró ser un jefe muy capaz, juicioso, inflexible y duro en la mantención de la disciplina lo que le valdría más tarde para obtener altos cargos.
La historiografía peruana ha criticado el actuar de esta expedición describiéndola como un saqueo colérico y criminal por parte de las fuerzas chilenas ya que el derecho internacional de guerra de aquellos años no aceptaba destrucción de la propiedad privada en un país invadido.

### Campaña de Lima

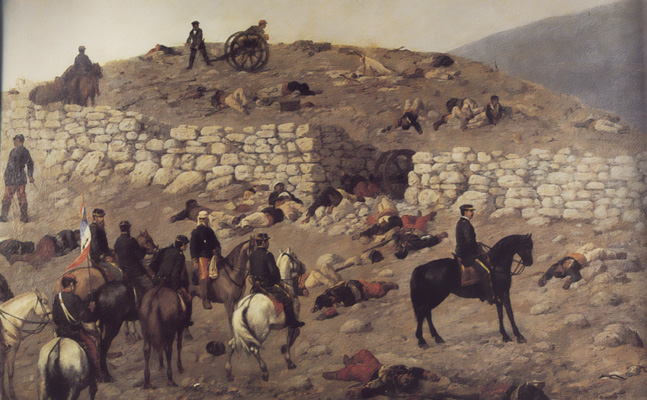
El alto mando chileno revisa restos de las defensas peruanas en el Abra de San Juan.

En 1881 fue integrado al ejército con el grado de coronel y fue nombrado comandante de la 1.ª División del ejército bajo el mando del general Manuel Baquedano durante la campaña para tomar Lima.
Participó en esta campaña en las batalla de San Juan y Chorrillos como comandante de la Primera división chilena donde tuvo un gran esmero en el enfrentamiento atacando y desbaratando la posición más fuerte de los peruanos en el Morro Solar. Su actuación en esta batalla mereció que sus soldados lo aclamaran como Héroe de Chorrillos. También combatió en la Miraflores donde definitivamente las fuerzas peruanas de Lima fueron derrotadas produciéndose posteriormente la Ocupación de Lima el 17 de enero de 1881 y la precipitada huida de las restantes fuerzas peruanas hacia la Sierra Central.
El 19 de enero de 1881 fue nombrado jefe político y militar de El Callao, siendo ascendido además a contraalmirante y el 4 de marzo de 1881 se le confirió el gobierno militar y político de la zona de ocupación, administrando los territorios ocupados en el Perú, y también fue nombrado comandante en jefe del ejército chileno de ocupación para manejar las próximas operaciones militares.

### Comandante en Jefe de Ejército de Ocupación

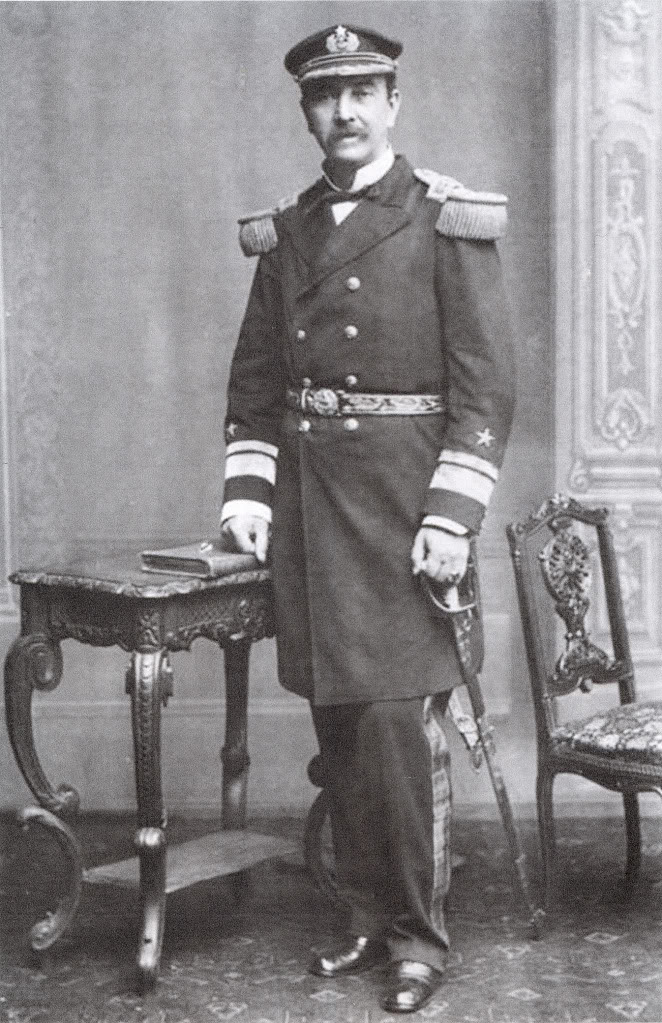
Patricio Lynch durante su administración del Perú en la ciudad de Lima.

El 19 de enero de 1881 fue nombrado jefe político y militar de El Callao y ascendió a contraalmirante. El 4 de mayo de 1881, asumió como comandante en jefe de Ejército de Ocupación chileno, quedando a cargo de la ciudad de Lima. Destacó por su tacto y firmeza en llevar las riendas del gobierno. Reactivó los servicios públicos, dando marcha al correo, el telégrafo, el ferrocarril, los hospitales y las cárceles estableciendo la ley marcial en la ciudad. Estableció su casa de gobierno en Lima. Estableció leyes de ocupación en la que una de las más controversiales fue la Ley de expoliación. También cogobernó con el creado Gobierno provisional peruano de Francisco García Calderón Landa en el barrio de La Magdalena con el que iniciaría las negociaciones de paz para favorecer la cesión territorial para Chile.
Ante la negativa del Gobierno provisional de García Calderón a aceptar un acuerdo favorable a Chile con cesiones territoriales y por la peligrosa cercanía que tenía con el Gobierno de los Estados Unidos, el día 6 de noviembre Lynch arrestó a García Calderón por orden del Gobierno y se le deportó a Chile a bordo del blindado Almirante Cochrane.
En el año 1882, estando aún en la ciudad de Lima, fue elegido diputado por Santiago. Agradeció el gesto de los votantes, pero no pudo presentarse pues organizaba la Campaña de la Sierra contra el general Andrés Avelino Cáceres apodado El Brujo de los Andes y los guerrilleros que lo apoyaban y que se enfrentaban a la ocupación chilena.
Con este objeto, organizó expediciones para lograr cercar y acabar con el ejército que el general Cáceres había organizado en la Sierra y las guerrillas de la zona. A inicios de 1882, Lynch comanda una expedición en persona buscando envolver a Cáceres, movimiento que falló debido a que el general peruano retrocedió hacia Tarma, evitando ser rodeado gracias a sus informantes. Finalmente vuelve a Lima, pero el presidente Domingo Santa María ordena continuar con la expedición, debido a lo cual, Lynch envía tropas al mando del general José Francisco Gana Castro hacia el Departamento de Junín y otros sectores donde hay algunos combates sin tener mayores inconvenientes. El 1 de febrero, el mando de la división expedicionaria se reasigna al Coronel Estanislao del Canto quien se enfrentó al ejército de Cáceres y sus guerrillas en las acciones de Pucará, La Oroya y la heroica jornada en Concepción, entre otros. La expedición vuelve sin lograr derrotar a las fuerzas de la Sierra por lo que Lynch ante el fracaso de la primera expedición planea atacar a mediados de 1883 a Cáceres y cercarlo. Envía dos divisiones para lograr este objetivo al mando de Marco Aurelio Arriagada y además forma otra división al mando del coronel Alejandro Gorostiaga para proteger al nuevo Gobierno provisional del general Miguel Iglesias que luego del Grito de Montán estaba dispuesto a negociar con Chile términos favorables.
Durante estas operaciones, en Lima Lynch preconizó y trabajó en obtener la paz con España, aún pendiente desde el término de la guerra contra esa nación en 1871, y obtuvo un éxito total en la firma del Tratado de Lima el 12 de junio de 1883.
Finalmente, la expedición que Lynch había enviado a la Sierra derrotó al general Cáceres el 10 de julio de 1883 en la batalla de Huamachuco; con su ejército aniquilado, volvió al interior de la Sierra para intentar organizarse. Lynch, ante el éxito, envía una última expedición a la Sierra al mando del coronel Martiniano Urriola con el propósito de obstaculizar una eventual reorganización militar peruana en los departamentos de Junín, Huancavelica y Ayacucho, área donde Cáceres y sus guerrillas aún operaban.
Por otra parte, Lynch también envía por orden del Gobierno una expedición a Arequipa, donde el contralmirante Lizardo Montero Flores gobernada después de la salida de Calderón, teniendo como resguardo un ejército bien armado para comenzar operaciones militares junto a Bolivia quien le suministraba armamento. La expedición la asume el coronel José Velásquez Bórquez quien después de marchar sin oposición logra tomar Arequipa sin disparar un solo tiro con lo que acaba con el último foco de resistencia y se logra además persuadir a Bolivia de hacer la paz.
El 20 de octubre de 1883, en medio de estas operaciones sobre Arequipa, se logra la firma del Tratado de Ancón entre Patricio Lynch y Miguel Iglesias logrando definitivamente los objetivos de Chile y reconociendo la derrota peruana de la guerra. Cáceres, ante su mala situación y al no poder formar un ejército como el anterior, reconoció el tratado. Finalmente, las fuerzas chilenas recibieron la orden de abandonar la sierra central y replegarse a Lima.
El 23 de octubre Lynch desocupó Lima llevando sus tropas a Miraflores, Barranco y Chorrillos. El mismo día entraba a Lima el coronel Miguel Iglesias instalándose en el Palacio de Gobierno. En El Callao se arrió la bandera chilena y se izó la bandera peruana, que fue saludada con veintiún cañonazos del blindado Cochrane.
Lynch conocía Perú desde su participación en la guerra contra España. Su visión del país queda reflejada en una carta a un conocido durante la ocupación:
No sé, mi amigo, que me asombra más, si la riqueza increíble de esta parte del Perú, o la inenarrable indolencia de sus habitantes. Yo envidio para mí la belleza y fertilidad de los valles despreciados por tus compatriotas. Hay mucho que hacer en el Perú para que la belleza que la naturaleza le ha concedido no se pierda. Estoy sorprendido de la ignorancia de las clases bajas, que parecen no saben los deberes para con ellos y su nación. Trabaja amigo mío por tu rico e infortunado país y haz uso de la infortunada misión que te ha dado esta guerra, que estoy seguro que tu nación se levantará de nuevo próspera y feliz.
Por su gran esmero que hizo en su cargo de administración en Perú y en el manejo de la campaña contra los peruanos en la Sierra, fue apodado en Chile como «el último virrey del Perú».

## Después de la guerra

### Regreso a Chile

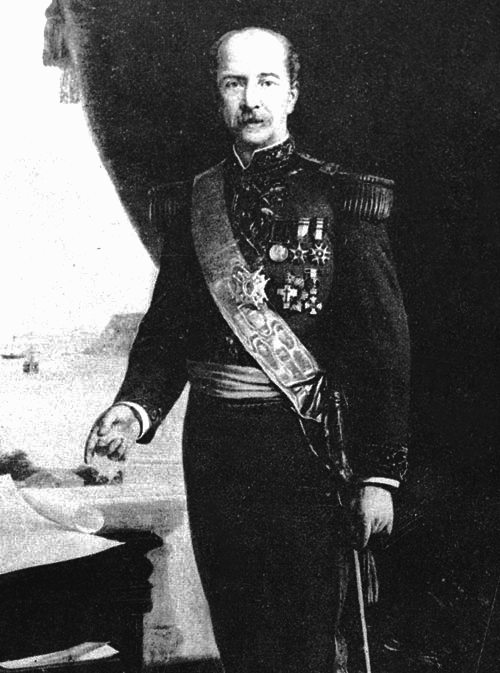
Patricio Lynch, de vuelta en Chile.

En su ausencia de Chile, al estar aún en el Bolivia, el senado le otorgó el grado de vicealmirante por su sobresaliente actuación en la guerra que acababa de terminar. De esta forma se convirtió en el quinto vicealmirante de la Armada el 8 de agosto de 1883, todo gracias a la preocupación de la eficiencia de sus fuerzas a sus órdenes en la guerra y al buen juicio militar de su persona, que tendrían además un resultado indirecto en la posterior creación de la Academia de Guerra en 1886.
Patricio Lynch que ya había ordenado el regreso al país de las fuerzas de ocupación que aún quedaban en el Perú, se embarcó igualmente para volver a su país en agosto de 1884 en la corbeta Abtao, llegando a Valparaíso el 30 de ese mismo mes, recibiendo en el puerto un gran homenaje público, donde además las fuerzas militares le rindieron honores.
En Santiago también se le hizo un gran recibimiento. Ya una parte de la ciudadanía le había manifestado su gratitud y admiración por sus hechos de armas, obsequiándole una valiosa espada, que se conserva en el Museo Naval. Los diarios de la época también lo elogiaron e hicieron notar el homenaje del pueblo a él:

El pueblo entero saluda y aclama con voz unísona al veterano aguerrido que torna victorioso al hogar, después de haber desafiado intrépido las asperezas del suelo, los rigores del clima y las balas del enemigo. Don Patricio Lynch ocupa actualmente una de las posiciones más elevadas y expectables de la República. El alto pedestal sobre el que se levanta, está formado de servicios positivos y de gloria indiscutible.
Miguel Luis Amunátegui, «parte de su artículo de El Mercurio».

Finalmente ante tanto homenaje, sería recibido por el presidente Domingo Santa María, quien le expresó en nombre de la nación que merecía el bien del país por sus brillantes servicios. En ese año, mediante una ley, el Congreso Nacional de Chile le otorgó el título de General en Jefe en campaña, y sueldo correspondiente al empleo en servicio activo.

### Como enviado plenipotenciario en España
El 24 de septiembre el vicealmirante Lynch fue designado por el presidente Santa María como ministro plenipotenciario de Chile en España, atendiendo a sus relevantes condiciones de diplomático y a sus buenas relaciones con los súbditos españoles que demostró durante la Guerra del Pacífico. En ese momento, Lynch también presentaba síntomas de una enfermedad, por lo que se consideró que su viaje al continente europeo le permitiría consultar a médicos de prestigio.
Antes de partir a su misión, algunos políticos de influencia le propusieron ser candidato presidencial, pero Lynch se negó al señalar que su propósito era mantenerse ajeno a las luchas políticas. El 30 de septiembre finalmente se embarcó en el vapor Britania con destino a Europa.
El vapor fondeó a mediados de noviembre en Burdeos y, desde ahí se dirigió hacia la ciudad de París a consultar médicos para ver lo de su delicada enfermedad, que por primera vez se le había manifestado en la víspera de la batalla de Chorrillos. A pesar de que los médicos comprobaron la dolencia, el vicealmirante se dirigió a España, llegando a la ciudad de Madrid el 24 de diciembre.
Fue recibido con grandes muestras de simpatía, presentando el 7 de enero de 1885 sus credenciales al rey Alfonso XII. A continuación efectuó las visitas protocolares a los miembros del Cuerpo Diplomático, entre los que figuraba el Nuncio de S. Santidad, arzobispo monseñor Rampolla, lo que hacia esta entrevista algo delicada por la tensa situación entre Chile y la Santa Sede por la proposición del monseñor Taforó para jefe de la iglesia. Lynch precavido, hizo ver si podía ser recibido por el Nuncio, obteniendo una respuesta favorable para efectuar la visita.
Durante la gestión diplomática en España, mantuvo buenas relaciones con el gobierno español y el ministro de relaciones exteriores José Elduayen Gorriti, con el que solucionó varios problemas que los súbditos de esa nación y europeos en general tuvieron durante la ocupación chilena de Perú. También en este país organizó el Servicio Consular, dando mayor importancia al Consulado de Madrid, solicitando que fuese elevado a mayor categoría. Su misión en este país fue un éxito y gracias a las grandes atenciones, así como la confianza ganada, el gobierno español le concedió la Gran Cruz del Mérito Naval y la Orden de Carlos III.
El 16 de junio, por sentirse debilitado de salud, solicitó al presidente Santa María ser relevado de sus funciones, lo que le fue aceptado a fines de ese año. Comunicó entonces su decisión a las autoridades españolas, y también mediante una visita protocolar el 19 de diciembre a la reina María Cristina, que había sucedido a su esposo, el rey Alfonso XII, debido a su muerte a comienzos de ese mes.

### Fallecimiento

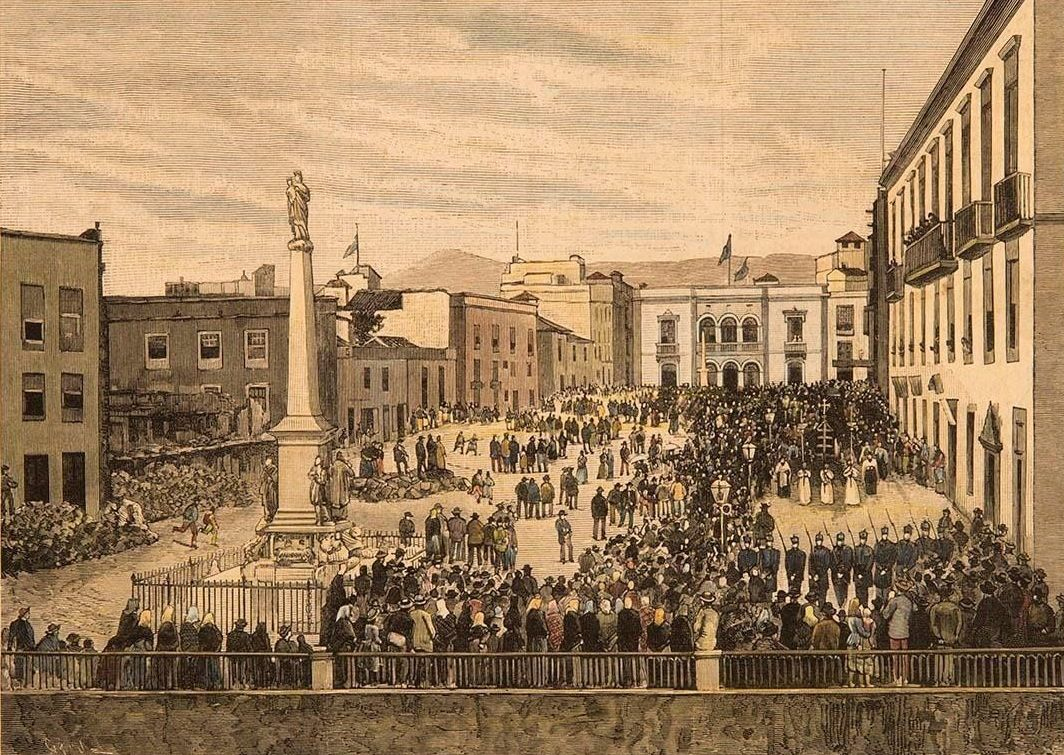
Funerales del vicealmirante Patricio Lynch en Tenerife.

Poco después, se retira de España y en 1886 se dirige a Francia y luego a Alemania para consultar médicos, al mismo tiempo que lleva a cabo comisiones militares que le encargo el gobierno chileno. Cumpliéndolos con alto sentido profesional.
Al notar Lynch que su enfermedad iba en aumento decidió volver a Chile, tomando en el puerto de Burdeos el vapor de la Pacific Steam, Cotopaxi, zarpando de aquel puerto el 11 de mayo. Pero al día siguiente, en plena navegación estando en su camarote, el vicealmirante Patricio Lynch a sus 62 años falleció.
Si bien la enfermedad que provocó la muerte de Patricio Lynch no está muy detallada en documentos oficiales, se sabe que fue cirrosis hepática.
El capitán del buque, en conocimiento de que había fallecido en su nave aquel marino puso proa a las islas Canarias, fondeando en el puerto de Santa Cruz de Tenerife, para entregar los restos del extinto a las autoridades españolas, ya que Lynch había sido recientemente ministro de Chile en ese lugar.
El gobierno de la reina regente María Cristina, ante la lamentable noticia dispuso que se rindiera honores especiales y solemnes honras en la catedral de Santa Cruz de Tenerife, a la que concurrieron las autoridades civiles, militares y de la iglesia. Las tropas formadas rindieron homenaje al marino, mientras que los fuertes disparaban salvas de artillería.
El gobierno español había ofrecido repatriar los restos del vicealmirante Lynch en uno de sus buques de guerra, pero el gobierno chileno decidió, agradeciendo el gesto, no aceptar el ofrecimiento ya que se había comisionado para esa misión a la fragata blindada Blanco Encalada, que se encontraba en esos momentos en Europa.
En 1887, finalmente llegaban al país los restos del marino chileno, efectuándose solemnes funerales en Valparaíso y Santiago con los correspondientes honores a su persona.

## Homenajes
Su nombre ha sido conmemorado de diversas maneras en Chile, a saber:
- Con la Plaza Patricio Lynch, en Concón
- En las siguientes unidades de la Armada de Chile:
  - Almirante Lynch (FFG-07)
  - Destacamento de Infantería de Marina N.º 1 “Lynch” (Iquique)
- Logia "Patricio Lynch" N.º 181 de la ciudad de Iquique (Gran Logia de Chile)[16]

En 1886 el yerno de Lynch, funcionario diplomático de la embajada de Chile en Francia, comisionó a Auguste Rodin un monumento ecuestre en honor al fallecido almirante. El proyecto finalmente no se llevó a cabo, pero la maqueta es exhibida en el Musée Rodin de París.

## Obras escritas
- Segunda memoria que el Contra-Almirante D. Patricio Lynch, Jeneral en Jefe del Ejército de operaciones en el norte del Perú presenta al supremo gobierno de Chile, Tomo I, Lima, 1883.
- Segunda memoria que el Contra-Almirante D. Patricio Lynch, Jeneral en Jefe del Ejército de operaciones en el norte del Perú presenta al supremo gobierno de Chile, Tomo II, Lima, 1884.